# تومي ماكول
تومي ماكول (بالإنجليزية: Tommy McColl)‏ هو لاعب كرة قدم أسترالي، ولد في 19 سبتمبر 1945. لعب مع كولتشستر يونايتد.